# 明石市立山手小学校
明石市立山手小学校（あかししりつ やまてしょうがっこう）は、兵庫県明石市大久保町にある公立小学校。2022年度（令和4年度）現在の児童数は1,239名となっている。

## 概要
山手小学校はJR神戸線大久保駅から北に約1キロメートルに位置し、周辺は住宅地となっている。明石市が進めているこども医療費無料化や第2子以降の保育料無料化、幼児教育や保育の無償化など施策の効果で子育て世代の人口が増加傾向にある。また、山手校区にあるため池の埋め立てや茜地区の区画整理事業などにより宅地開発が進み児童が増加している。毎年、明石市立学校通学区域審議会においても通学区域の見直検討が審議されている。
| 山手小学校児童数の推移 | 山手小学校児童数の推移 | 山手小学校児童数の推移 | 山手小学校児童数の推移 | 山手小学校児童数の推移 |
| ---------------------- | ---------------------- | ---------------------- | ---------------------- | ---------------------- |
| 年度                   |                        |                        |                        | 人                     |
| 2010                   | 2010                   |                        | 728                    | 728                    |
| 2011                   | 2011                   |                        | 734                    | 734                    |
| 2012                   | 2012                   |                        | 751                    | 751                    |
| 2013                   | 2013                   |                        | 776                    | 776                    |
| 2014                   | 2014                   |                        | 843                    | 843                    |
| 2015                   | 2015                   |                        | 858                    | 858                    |
| 2016                   | 2016                   |                        | 873                    | 873                    |
| 2017                   | 2017                   |                        | 942                    | 942                    |
| 2018                   | 2018                   |                        | 1012                   | 1012                   |
| 2019                   | 2019                   |                        | 1070                   | 1070                   |
| 2020                   | 2020                   |                        | 1132                   | 1132                   |
| 2021                   | 2021                   |                        | 1188                   | 1188                   |
| 2022                   | 2022                   |                        | 1239                   | 1239                   |

児童数は、各年度5月1日現在。

## 沿革
- 1953年（昭和28年）5月4日 - 明石市立山手小学校創立
- 1954年（昭和29年） - 校舎竣工、新校舎に移転
- 1959年（昭和34年） - 校歌制定
- 1966年（昭和41年） - 講堂兼体育館落成式
- 1968年（昭和43年） - 鉄筋3階建落成式
- 1970年（昭和45年） - プール竣工記念式典挙行
- 1985年（昭和60年） - 北校舎完成記念竣工式
- 1987年（昭和62年） - 東校舎大規模改修工事完了
- 1993年（平成5年） - プール竣工式
- 1995年（平成7年） - 兵庫県南部大地震により校舎亀裂
- 2004年（平成16年） - 体育館竣工式典挙行
- 2016年（平成28年）6月1日 - 南側で隣接する整備中の都市計画道路、山手環状線（中工区）の一部（道路延長369メートル）が開通

## 教育目標
- 人を大切にし、こころ豊かに、たくましく生きる子どもの育成。
  - 豊かなかかわりの中で確かな学力をはぐくむ。

## 通学区域
明石教育委員会の通学区域を参照。
- 大久保町緑が丘、大久保町茜、大久保町駅前の一部、魚住町金ケ崎の一部、 大久保町大窪の一部、大久保町西脇の一部。

## 進路状況
ほとんどの児童は明石市立大久保北中学校へ進学するが、国私立中学校へ進学する児童もいる。

## 校区内の主な施設
- 山手小学校区コミュニティセンター
- 山手幼稚園
- 大久保保育園
- 大久保病院
- 三井住友銀行大久保支店
- みなと銀行大久保駅前支店
- 姫路信用金庫大久保支店
- 兵庫信用金庫大久保支店
- 日新信用金庫大久保支店
- あかし農協大久保支店
- 明石山手台郵便局
- 明石大久保郵便局
- JR大久保駅

## 交通
- 鉄道
  - JR神戸線大久保駅から北へ約1.2キロメートル、徒歩約16分
- 自動車
  - 第二神明道路 大久保ICより南へ約8分
- 路線バス
  - JR大久保駅前北ターミナル、神姫バスで3停留所目の山手小学校前バス停より徒歩2分
    - 19系統 - 山手台行き（2番のりば）
    - 18系統 - 高丘・天郷行き（1番のりば）
    - 12系統 - 西神中央行き（3番のりば）

## 通学区域が隣接している学校
- 明石市立高丘西小学校
- 明石市立高丘東小学校
- 明石市立大久保小学校
- 明石市立大久保南小学校
- 明石市立江井島小学校
- 明石市立魚住小学校
- 神戸市立岩岡小学校